# Haiducii lui Avram Iancu
Haiducii lui Avram Iancu a fost o organizație paramilitară de rezistență anticomunistă formată în România la 1 decembrie 1944, imediat după încheierea celui de-al Doilea Război Mondial. Fondatorii săi au fost Gavrilă Olteanu, Nicolae Paliacu și Dumitru Șteanță, foști membri ai Batalionului de voluntari „Iuliu Maniu”, deja urmăriți de autoritățile comuniste pentru activitatea lor anterioară. Organizația și-a stabilit sediul simbolic „în codrii României” și s-a autodefinit ca o mișcare de „rezistență națională”.
În cadrul acestei organizații, „Divizia Sumanelor Negre” a reprezentat brațul său armat, activând în zonele montane din nordul Transilvaniei, precum Cârlibaba, Iacobeni, Dorna, Năsăud, Rodna, Ilva Mare și masivul Călimani. Această divizie era pregătită pentru un eventual conflict între foștii aliați din război și a fost considerată un element important al luptei anticomuniste.
Numele organizației a fost ales în memoria lui Avram Iancu, liderul Revoluției românești din Transilvania din 1848-1849 și simbol al luptei pentru drepturile românilor din Ardeal. Prin această denumire, fondatorii doreau să evoce spiritul de rezistență și luptă pentru libertate al „Crăișorului Munților”.
Activitatea „Haiducilor lui Avram Iancu” a fost intensă în primii ani de după război, însă, ca multe alte grupuri de rezistență anticomunistă, a fost în cele din urmă destructurată de autoritățile comuniste. Membrii săi au fost arestați, unii dintre ei fiind executați sau închiși pentru perioade îndelungate. Cu toate acestea, organizația rămâne un simbol al opoziției față de regimul comunist și al luptei pentru libertate în România postbelică.